# Xianju
Der Kreis Xianju (chinesisch 仙居县, Pinyin Xiānjū Xiàn) ist ein Kreis der bezirksfreien Stadt Taizhou in der Provinz Zhejiang der Volksrepublik China. Xianju hat eine Fläche von 2.000 km² und zählt 431.888 Einwohner (Stand: Zensus 2020).